# Citropsis gabunensis
Citropsis gabunensis är en vinruteväxtart som först beskrevs av Adolf Engler, och fick sitt nu gällande namn av Swingle & Kellerman. Citropsis gabunensis ingår i släktet Citropsis och familjen vinruteväxter. Inga underarter finns listade i Catalogue of Life.